# Fumonisin B2
Fumonisin B2 är en kemisk förening med summaformeln C34H59NO14. Ämnet är ett mykotoxin som produceras av svampen Fusarium verticillioides. Ämnet är strukturellt analogt med fumonisin B1 och är mer cytotoxiskt. Fumonisin B2 är en inhibitor av sphingosinacyltransferas.
Fumonisin B2 och andra fumonisiner (B1, B3 eller B4) smittar ofta majs och andra grödor.